# Харпократ
Харпократ (грч. Harpokrates, лат. Harpocrates) (египатски Heru-pa-khered) је био бог ћутања код Хелена; иначе (према Херодоту) египатско божанство Хорус, син Озирида и Изиде. Приказиван је на старим новчићима с прстом на устима.

## Уметност
У староегипатској религији није постојао бог ћутања, али је нетачним тумачењем кипова богиње Есете или Изиде, на којима је она била приказана са својим сином Хором или Хорусом, који држи прст на устима или у устима, створена предрасуда о богу ћутања или богу ћутљивих људи.
Хеленистички кипови овог бога у већини случајева означавају као Хипрократа, а у египатским музејима су ово склуптуре Детета Хоруса или Малог Хора. 
Постоји велики број ових, већином малих кипова.